# Lia Paris
Lia Paris (São Paulo, 14 de Março de 1986), é uma cantora, compositora e artista visual brasileira. 

## Biografia
A paulistana Lia  especializou-se em pirofagia e trapézio no Circo onde iniciou sua carreira aos 10 anos de idade,  aos 15 montou sua primeira banda, a Destilaria do Groove, e passou a tocar em casas noturnas.  Aos 17, deixou o Brasil. Passou um ano apresentando-se com uma trupe em países da Europa e.  Lia chegou apresentar-se  (engolindo fogo) em alguns dos shows da banda que lhe deu seu nome artístico, um grupo de electro rock chamado Paris Le Rock ( 2006 á 2013) . "Eu sempre fui uma criança muito hiperativa e meu primeiro portal para  o mundo criativo foi o circo" comentou Lia em uma entrevista ao Programa do Jô. Com a banda Paris Le Rock Lia deu seus primeiros passos como compositora, a banda apresentava musicas autorais escritas em inglês, Francês e Português e trazia forte identidade visual, fazendo sucesso na cena underground paulistana, a banda foi formada em conjunto com Alex Haiat (ex-banda Metrô anos 80), Ipojucã Villa Boas e Marco Klein. 
Lia se formou em moda pela faculdade Santa Marcelina em São Paulo, de 2007 á 2012 foi estilista da marca Feira Moderna (importante espaço de arte, moda e musica situada no bairro da  Vila Madalena em São Paulo), fez diversos trabalhos na área e em 2013 lançou a marca de Moda Praia que leva seu nome.
De 2010 á 2013 Lia participou de alguns projetos musicais como a banda "Briga de Galo", de samba, "Jazz Monster" com a orquestra Heart Breakers  e o trio Vive la Chanson, de hits franceses..  Em março de 2014 Lia lançou no Brasil seu primeiro trabalho solo, um EP de três faixas intitulado "Wild Boy" que foi lançado primeiro na cidade de Nova York em Novembro de 2013, período em que foi gravado também o videoclipe da música, composta em conjunto com Marcelo Jeneci.  
O clipe foi gravado no Brooklin em NY sob direção de Lee Peterkin com participação do modelo internacional Andre Ziehe, seu então namorado.  
"Wild Boy"  foi gravado no Brasil e produzido por Antonio Pinto e Dudu Aram, e contam com a participação dos músicos Edgard Scandurra (Ira), Fredo Ortiz (Beastie Boys) e Marcelo Gross ( Cachorro Grande).  
Em novembro de 2014, foi lançada pela Sony music, a faixa "Aniversario" escrita por ela em parceria com Samuel Rosa para Velocia ( Skank ).  
Em fevereiro de 2015 Lia escolheu Bangkok na Thailândia para lançar o primeiro Single do disco.  A faixa Três Vulcões, musica autoral cujo videoclipe foi filmado no antigo complexo de Angkor Wat na cidade de Siem Reap no Cambodia. 
O primeiro disco solo artista foi lançado em  2015 no Tom Jazz em São Paulo na noite do dia 7 de abril com participação do Samuel Rosa, também  parceiro de composição da faixa "Foguete" gravada por ela em seu disco Homônimo. 
Autobiográfico e pop, o disco traz influencias indies e eletrônicas, resultado de um trabalho produzido por Carlos Miranda, gravado em estúdio pelos músicos e produtores Adriano Cintra ( CSS ), Simão Abbud, Alexandre Kassin, Pupillo ( Nação Zumbi ). Seu primeiro disco conta com participações especiais de Edgard Scandurra na guitarra  e Fredo Ortiz ( Bestie Boys ).  
No final de 2015 a artista participou da tournet de comemoração dos 30 anos da banda Legião Urbana, e em julho de  2016 abriu o show para eles no Citibank Hall em São Paulo.  Em 2016 a artista lançou dois primeiros Singles do deu segundo EP o trabalho intitulado Lva Vermelha, os singles ganharam videoclipes  "As Ondas " em estudio,  e " Uncanny" gravado no deserto de Joshua Tree na California dirigido por Gleeson Paulino.  
O Ep Lva Vermelha tem produção musical do inglês Daniel Hunt, músico e fundador da banda Ladytron.   
Em novembro de 2016 Lia fez uma tournet em Portugal para promover o seu do primeiro disco e do EP Lva Vermelha.      
Em janeiro de 2017 participou do trabalho GAME OF VANTH realizado na cidade medieval de tuscania no centro Italia e gravou com a banda Trio Leone,  o single acústico da canção Três Vulcões a ser lançada em 2017.  Em fevereiro de 201, Lia gravou o videoclipe de LAOS em Paris, o terceiro single de Lva Vermelha teve direção da americana Mari Rozzy, fotografia de Piere Hugues e trabalho artístico de Phophie Mathias.            
Lva Vermelha é o trabalho multimídia atual da artista, com shows e performances com tecnologia de live face mapping. Recentemente Lia faz parcerias com o VJ Spetto,  juntos apresentaram o Lva Vermelha Performance como obra digital na Cinemateca durante a edição do SP Urban Festival em maio de 2017.           
Lia fez um show na Islândia onde também gravou seu próximo Art Video também em parceria com o diretor Gleeson Paulino. Em julho, Lva Vermelha o show, foi realizado no Festival Meca Inhotim.           
Atualmente, LIA segue a tour  se apresentando em diversos formatos pelo Brasil, Eua e Europa, onde esteve em 2016 e 2017.                                                             

Entre as apresentações de 2017, estão o festival Meca Inhoitim, MIS, C-base em Berlin, Vínil na Islândia, Sp Urban Cinemateca, l ‘aldea em Bogotá, e o Festival Visual Brasil, em Barcelona. Em 2018 realizou uma temporada na Funarte SP com o espetáculo lva Vermelha em Orquestra com uma filarmônica fazendo a trilha Sonora e intervenções de instalações de luz como cenário para a narrativa do show.  Após essa temporada, a artista lançou seu ultimo single intitulado Coração Cigano em 21 de junho de 2018. 